# Capela (kommun i Brasilien, Sergipe, lat -10,43, long -37,06)
Capela är en kommun i Brasilien.   Den ligger i delstaten Sergipe, i den östra delen av landet, 1 300 km nordost om huvudstaden Brasília. Antalet invånare är 30 769.
Följande samhällen finns i Capela:
- Capela

Omgivningarna runt Capela är huvudsakligen savann. Runt Capela är det ganska glesbefolkat, med 27 invånare per kvadratkilometer.